# Liste der Biografien/Heim
Liste der Biografien |
Portal Biografien |
Personensuche
# |
A |
B |
C |
D |
E |
F |
G |
H |
I |
J |
K |
L |
M |
N |
O |
P |
Q |
R |
S |
T |
U |
V |
W |
X |
Y |
Z |
?
 
Ha |
Hd |
He |
Hi |
Hj |
Hk |
Hl |
Hm |
Hn |
Ho |
Hr |
Hs |
Ht |
Hu |
Hv |
Hw |
Hy
 
Hea |
Heb |
Hec |
Hed |
Hee |
Hef |
Heg |
Heh |
Hei |
Hej |
Hek |
Hel |
Hem |
Hen |
Heo |
Hep |
Heq |
Her |
Hes |
Het |
Heu |
Hev |
Hew |
Hex |
Hey |
Hez
 
Heia |
Heib |
Heic |
Heid |
Heie |
Heif |
Heig |
Heij |
Heik |
Heil |
Heim |
Hein |
Heip |
Heir |
Heis |
Heit |
Heix |
Heiz
Die Liste der Biografien führt alle Personen auf, die in der deutschsprachigen Wikipedia einen Artikel haben. Dieses ist eine Teilliste mit 304 Einträgen von Personen, deren Namen mit den Buchstaben „Heim“ beginnt.

## Heim
- Heim de Balsac, Henri (1899–1979), französischer Zoologe, Ornithologe und Spezialist für Kleinwirbeltiere
- Heim, Alan (* 1936), US-amerikanischer Filmeditor und Oscarpreisträger
- Heim, Albert (1849–1937), Schweizer Geologe, Hochschullehrer für Geologie an der ETH Zürich, KynologeAlbert Heim (1849–1937)

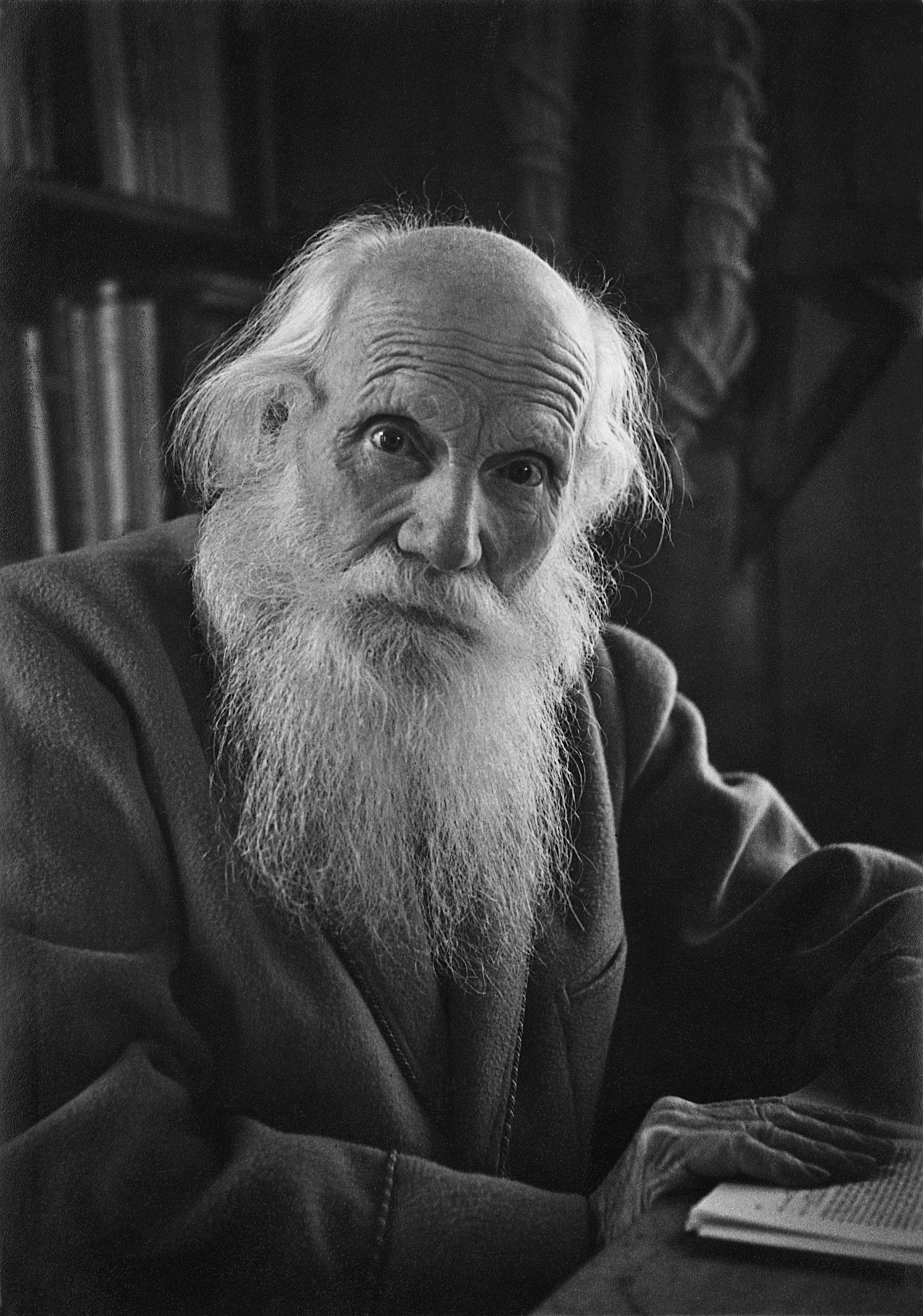
Albert Heim (1849–1937)

- Heim, André (* 1998), Schweizer Eishockeyspieler
- Heim, Andrea (* 1961), deutsche Volleyballspielerin
- Heim, Anthonie van der (1693–1746), holländischer Ratspensionär (1737–1746)
- Heim, Aribert (1914–1992), österreichisch-deutscher Arzt und SS-Mitglied
- Heim, Arnold (1882–1965), Schweizer Geologe
- Heim, August (1904–1976), deutscher Fechter
- Heim, Bea (* 1946), Schweizer Politikerin
- Heim, Bernhard Andreas von (1759–1821), deutsch-russischer Universalgelehrter und Hochschullehrer
- Heim, Bettina (* 1989), Schweizer Eiskunstläuferin
- Heim, Bruno Bernhard (1911–2003), Schweizer Diplomat des Heiligen Stuhls, Titularerzbischof und Heraldiker
- Heim, Burkhard (1925–2001), deutscher Sprengstofftechniker, Physiker
- Heim, Capistrano Francisco (1934–2020), US-amerikanischer römisch-katholischer Ordensgeistlicher und Prälat von Itaituba
- Heim, Carl (1858–1924), deutscher Elektroingenieur und Hochschullehrer
- Heim, Carlamaria (1932–1984), deutsche Schauspielerin und SchriftstellerinCarlamaria Heim (1932–1984)

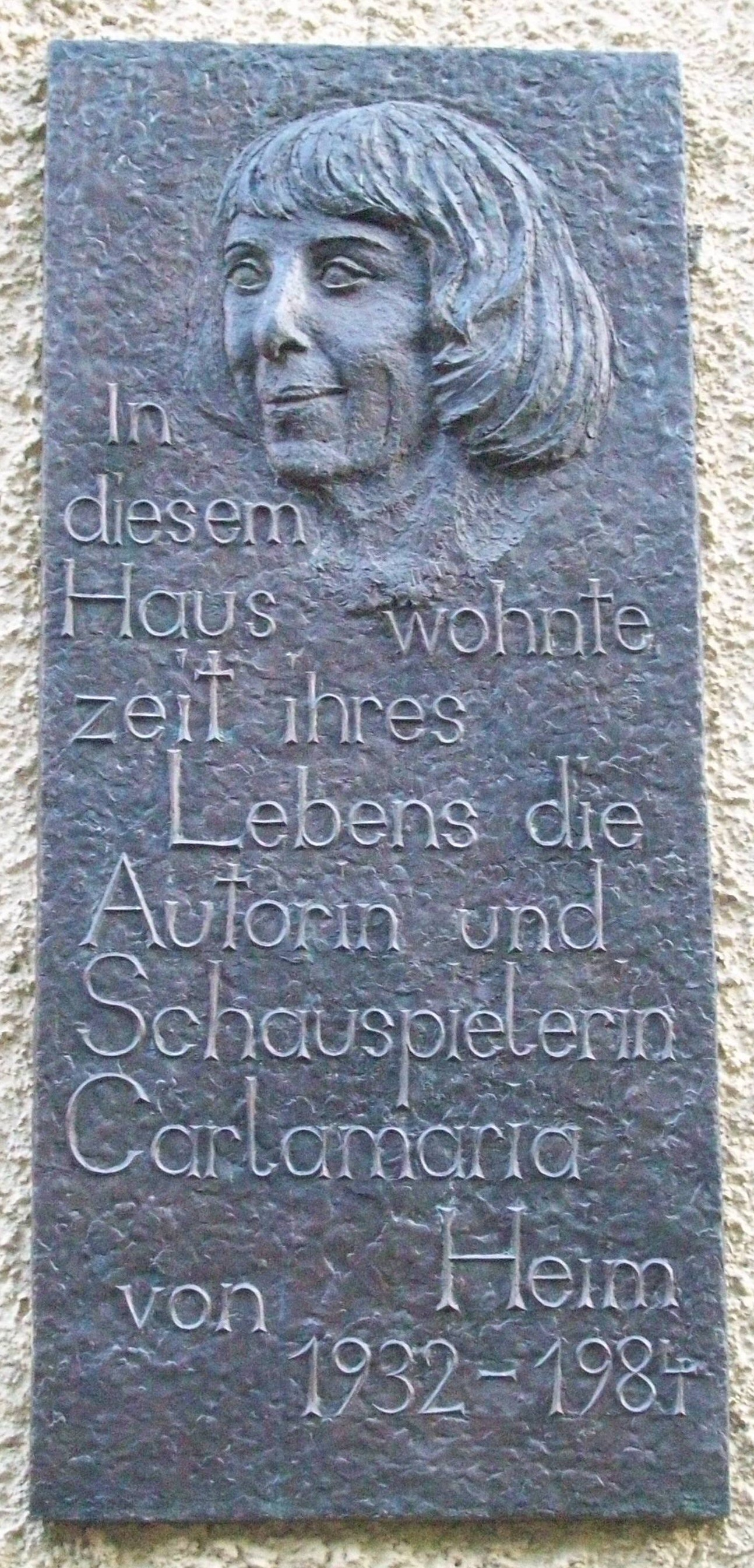
Carlamaria Heim (1932–1984)

- Heim, Christian (* 1993), deutscher Skispringer
- Heim, Christin (* 1985), deutsche Schauspielerin
- Heim, Christine (* 1968), deutsche Psychologin und Hochschullehrerin
- Heim, Claus (1884–1968), deutscher Landwirt und politischer Aktivist
- Heim, Edgar (* 1930), Schweizer Psychiater und Psychotherapeut
- Heim, Edwin (* 1945), Schweizer Handbuchbinder und Künstler
- Heim, Emil (1887–1967), deutscher Jurist und Kommunalpolitiker
- Heim, Emmy (1885–1954), österreichisch-kanadische Sängerin (Sopran) und Musikpädagogin
- Heim, Ernst Ludwig (1747–1834), Berliner Arzt und Ehrenbürger
- Heim, Erwin (1910–1987), deutscher Kommunalpolitiker
- Heim, Ferdinand (1895–1971), deutscher Generalleutnant im Zweiten Weltkrieg
- Heim, Ferdinand Christoph (* 1932), deutscher Karikaturist, Maler und Mundartautor
- Heim, François-Joseph (1787–1865), französischer Maler
- Heim, Franz (1792–1845), württembergischer Chemiker, Mediziner und Leibarzt der Königin von Württemberg
- Heim, Franz (1882–1926), deutscher Automobilrennfahrer, Unternehmer und Begründer der Firma Badische Automobilfabrik Heim & Co
- Heim, Franz Anton (1830–1890), Schweizer Maler
- Heim, Friedrich (1789–1850), evangelischer Pfarrer
- Heim, Fritz (1887–1980), deutscher Geologe und Polarforscher
- Heim, Gabriel (* 1950), Schweizer Publizist, Autor und Filmregisseur
- Heim, Georg (1865–1938), deutscher Politiker (BVP), MdRGeorg Heim (1865–1938)

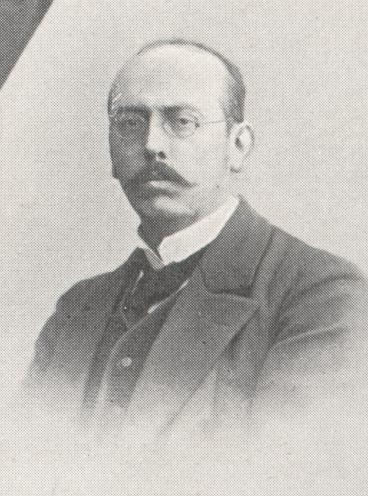
Georg Heim (1865–1938)

- Heim, Gisela (1934–2009), deutsche Bildhauerin
- Heim, Gustav (1879–1933), deutscher Trompeter und Kornett-Spieler
- Heim, Harro (1919–2016), deutscher Bibliothekar
- Heim, Heinrich (1850–1935), deutscher Maler
- Heim, Heinrich (1900–1988), deutscher nationalsozialistischer Jurist
- Heim, Heinrich Jakob (1828–1892), Schweizer Pfarrer und Dekan
- Heim, Heinz (1859–1895), deutscher Maler und Zeichner
- Heim, Hellmut (1900–1986), deutscher Admiralarzt der Kriegsmarine
- Heim, Hermann (1846–1919), österreichischer Unternehmer
- Heim, Hilde (1950–2010), deutsche Filmemacherin und freie Fernsehjournalistin, Autorin, Regisseurin und ModeratorinHilde Heim (1950–2010)

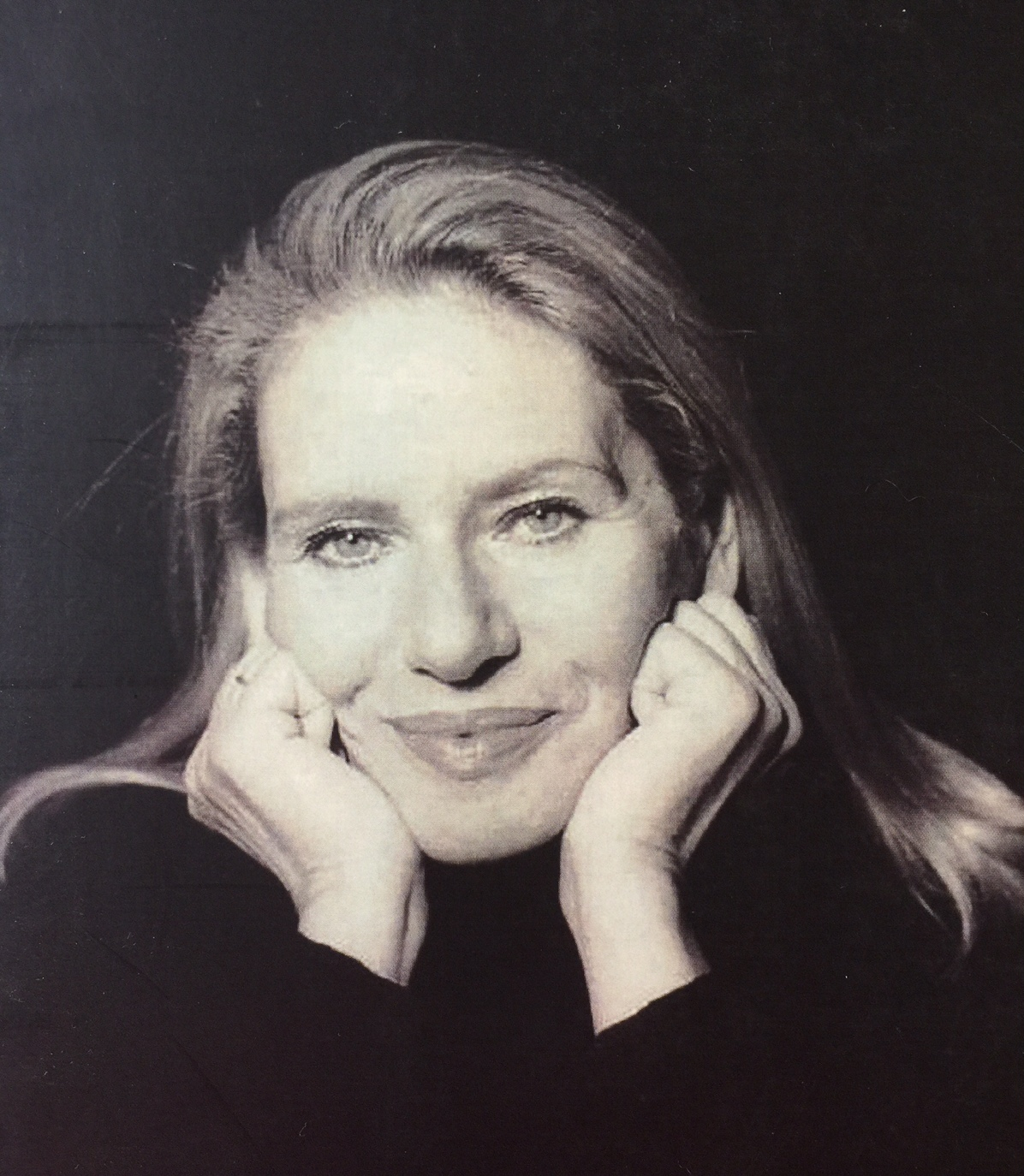
Hilde Heim (1950–2010)

- Heim, Ignaz (1818–1880), deutsch-schweizerischer Komponist und Volksliedsammler
- Heim, Jo (* 1958), deutscher Kameramann
- Heim, Johann Ernst Wilhelm (1780–1857), hessischer Landrat und Kreisrat
- Heim, Johann Heinrich (1802–1876), Schweizer Politiker und Arzt
- Heim, Johann Ludwig (1741–1819), deutscher evangelischer Theologe und Geologe
- Heim, Karl (1874–1958), deutscher protestantischer Theologe und Professor für Systematische Theologie
- Heim, Karl (* 1950), deutscher Kommunalpolitiker (parteilos)
- Heim, Karl von (1820–1895), deutscher Jurist und Politiker, MdR, Oberbürgermeister
- Heim, Lou (1874–1954), US-amerikanischer Ruderer
- Heim, Ludwig (1844–1917), deutscher Architekt
- Heim, Ludwig (1857–1939), deutscher Hygieniker
- Heim, Luise (* 1996), deutsche Badmintonspielerin
- Heim, Malte (* 1940), deutscher Schriftsteller und Übersetzer
- Heim, Manfred (* 1961), deutscher Kirchenhistoriker
- Heim, Maria (* 1970), Schweizer Radrennfahrerin
- Heim, Max (* 1925), deutscher Geheimdienstler, Geheimdienstoffizier im Ministerium für Staatssicherheit der DDR
- Heim, Maximilian (* 1961), deutsch-österreichischer Ordensgeistlicher und Theologe, Abt des Stiftes HeiligenkreuzMaximilian Heim (* 1961)

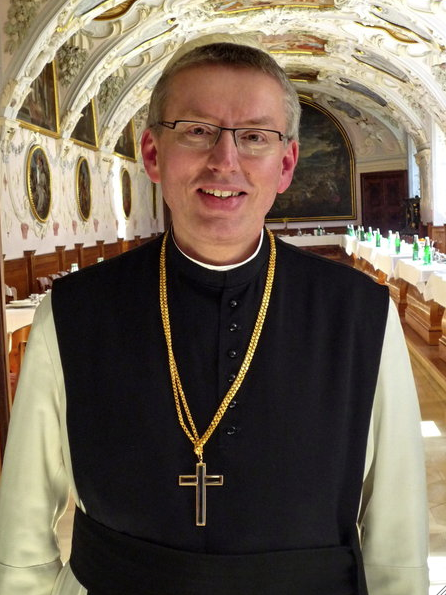
Maximilian Heim (* 1961)

- Heim, Melitta (1888–1950), österreichische Opernsängerin (Sopran)
- Heim, Michael (1936–2015), deutscher Journalist, Schriftsteller und Heimatkundler
- Heim, Paul (1932–2020), britischer Jurist
- Heim, Peter (* 1924), deutscher Autor und Journalist
- Heim, Peter (* 1944), Schweizer Historiker, Lehrer und Archivar
- Heim, Peter Otto (1896–1966), deutscher Bildhauer, Maler und Kunstpädagoge
- Heim, Philipp (1869–1925), deutscher Verwaltungsjurist und Bezirksoberamtmann
- Heim, Roger (1900–1979), französischer Mykologe
- Heim, Roland (* 1955), Schweizer Politiker
- Heim, Rosel (1902–1992), deutsche Kosmetikerin
- Heim, Rüdiger (* 1959), deutscher Sportwissenschaftler
- Heim, Ruedi (* 1967), Schweizer Theologe, Bischofsvikar im Bistum Basel
- Heim, Samuel (1764–1860), Schweizer Unternehmer
- Heim, Scott (* 1966), US-amerikanischer Schriftsteller
- Heim, Susanne (* 1955), deutsche Politikwissenschaftlerin und Historikerin
- Heim, Torsten (* 1963), deutscher Polizist
- Heim, Uta-Maria (* 1963), deutsche Schriftstellerin
- Heim, Werner (1908–1978), deutscher Biologe, Lehrer und Heimatforscher
- Heim, Werner (1925–2008), deutscher Ju-Jutsuka
- Heim, Wilhelm (1878–1952), Schweizer christkatholischer Geistlicher
- Heim, Wilhelm (1888–1954), österreichischer Schauspieler
- Heim, Wilhelm (1906–1997), deutscher Chirurg und ärztlicher Standespolitiker
- Heim, Wilhelm Friedrich von (1835–1912), deutscher Politiker
- Heim, Willi (* 1914), deutscher Jurist
- Heim, Wolfgang (* 1955), deutscher Journalist und RadiomoderatorWolfgang Heim (* 1955)

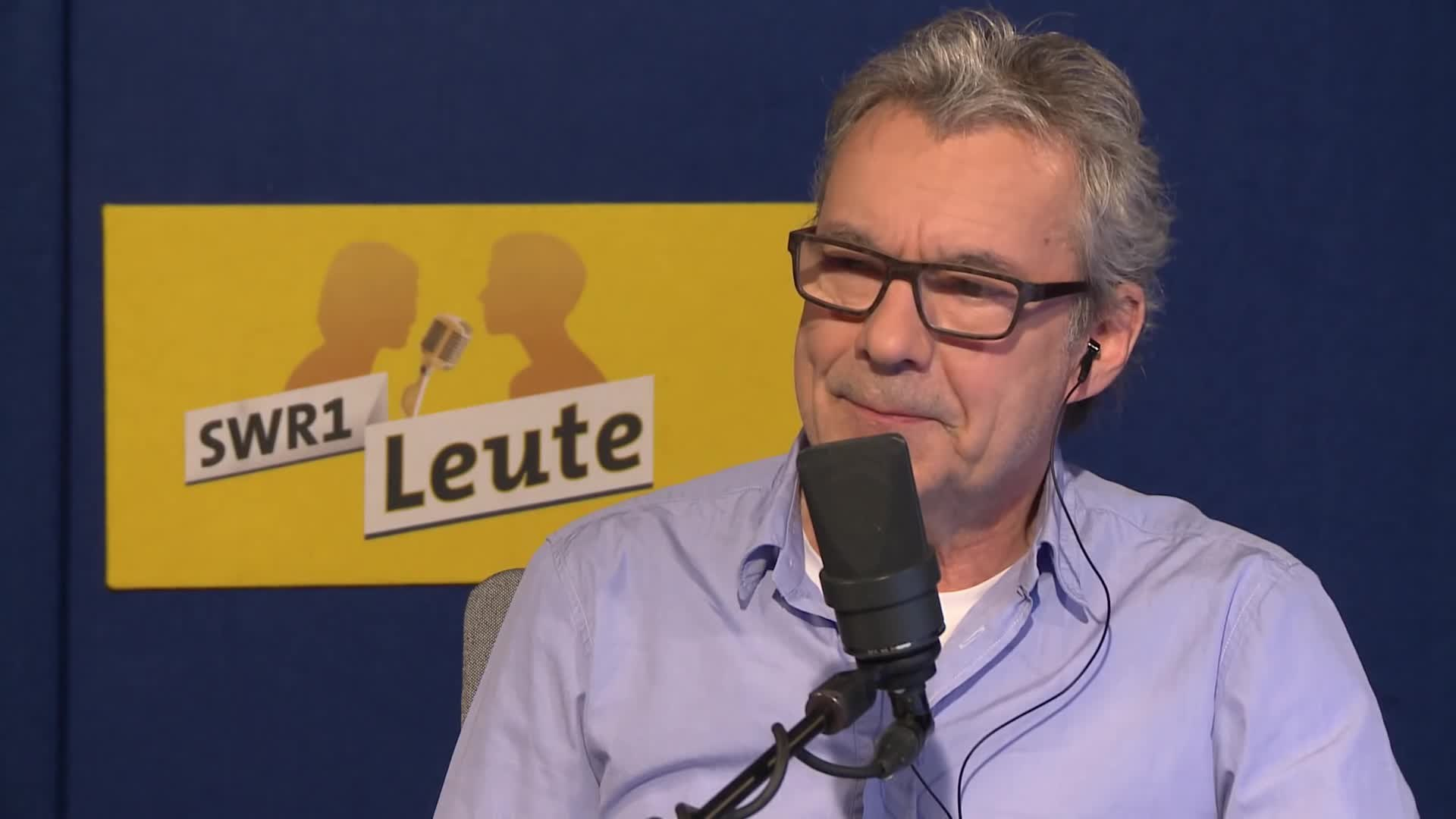
Wolfgang Heim (* 1955)

- Heim-Vögtlin, Marie (1845–1916), Schweizer Ärztin

### Heima
- Heiman, Hanns (1879–1965), deutscher Verbandsfunktionär, Wirtschaftsberater und Schriftsteller
- Heiman, Jesse (* 1978), US-amerikanischer SchauspielerJesse Heiman (* 1978)

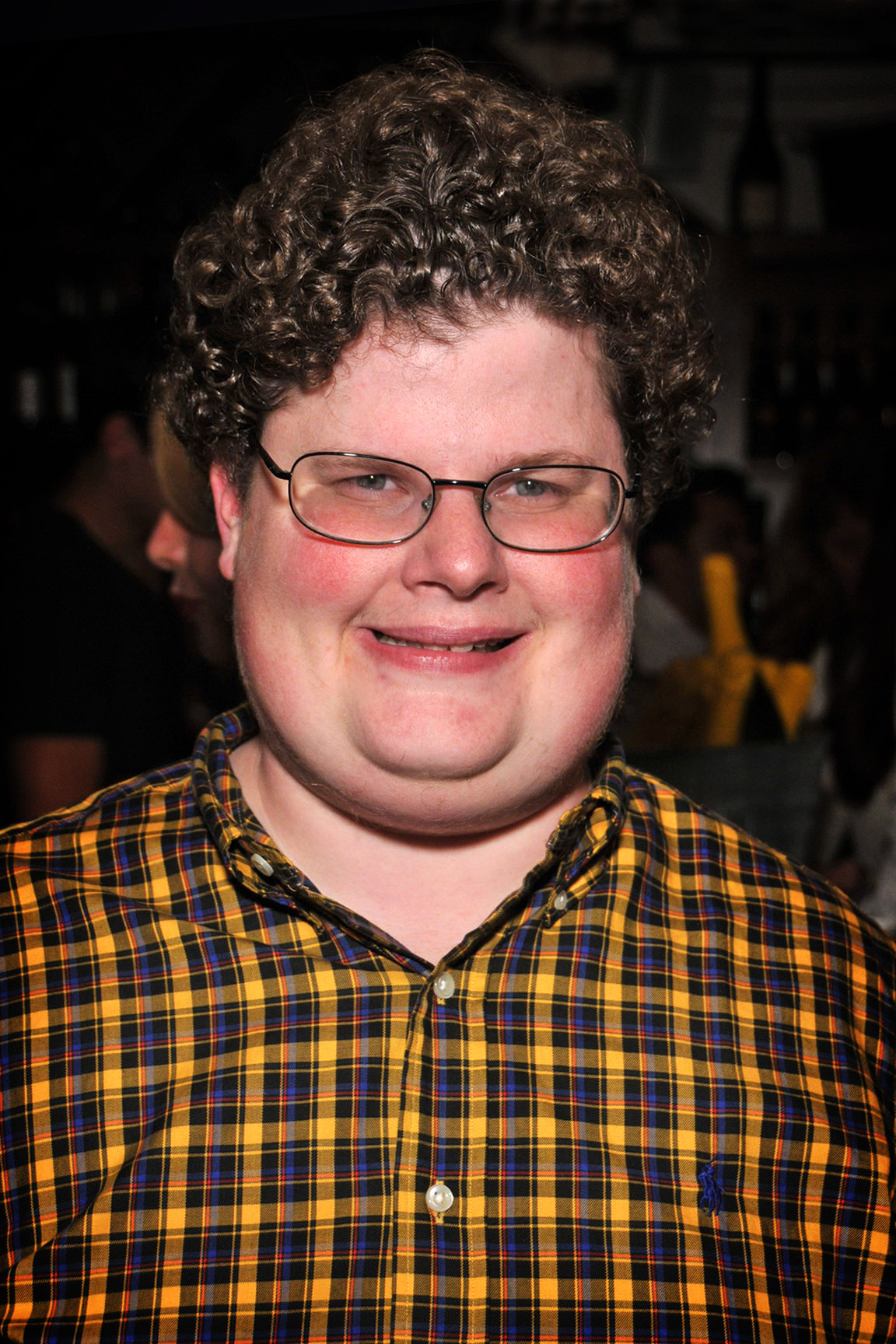
Jesse Heiman (* 1978)

- Heiman, Michal (* 1955), israelische Medienkünstlerin
- Heimann, Adelheid (1903–1993), deutsch-britische Kunsthistorikerin und Fotografin
- Heimann, Albin (1914–2015), Schweizer Unternehmer sowie Politiker des Landesrings der Unabhängigen (LdU)
- Heimann, Alexander (1937–2003), Schweizer Schriftsteller
- Heimann, Andreas (* 1992), deutscher Schachspieler
- Heimann, Arnold (1856–1916), Schweizer Lehrer und Bühnenautor in Mundart
- Heimann, Betty (1888–1961), deutsche Indologin
- Heimann, Bodo (* 1935), deutscher Schriftsteller
- Heimann, Caja (1918–1988), dänische Schauspielerin
- Heimann, Dierk (* 1968), deutscher Arzt, Buchautor, Unternehmer und Medizinpublizist
- Heimann, Eduard (1889–1967), deutscher Wirtschafts- und Sozialwissenschaftler
- Heimann, Elli (1891–1966), deutsche Malerin und Kunstpädagogin jüdischer Familienherkunft
- Heimann, Erwin (1909–1991), Schweizer Schriftsteller
- Heimann, Etienne (* 1996), deutscher Drehbuchautor
- Heimann, Friedrich Carl (1850–1921), deutscher Architekt, Baubeamter und Denkmalpfleger
- Heimann, Georg (1864–1926), deutscher Bankier
- Heimann, Gerhard (1934–2017), deutscher Politiker (SPD), MdA
- Heimann, Günter (* 1933), deutscher Kameramann
- Heimann, Hans (1922–2006), Schweizer Psychiater
- Heimann, Hans Markus (* 1968), deutscher Rechtswissenschaftler und Hochschullehrer
- Heimann, Heinz-Dieter (* 1949), deutscher Historiker
- Heimann, Holger (* 1951), deutscher Politiker (Bündnis 90/Die Grünen), MdL
- Heimann, Hugo (1859–1951), deutscher Verleger, Mäzen und Politiker (SPD), MdR
- Heimann, Johann Maria (1878–1931), deutscher Industrieller, Geschäftsführer der Johann Maria Farina
- Heimann, Johann Maria Friedrich (1848–1921), deutscher Industrieller, Geschäftsführer der Johann Maria Farina
- Heimann, Karl (1879–1945), deutscher Versicherungsmanager
- Heimann, Karl-Heinz (1924–2010), deutscher Sportjournalist
- Heimann, Kathrin (* 1985), deutsche Fußballschiedsrichterin
- Heimann, Lutz (* 1976), deutscher Rettungssportler
- Heimann, Marlies (* 1957), deutsche Juristin, Richterin, Gerichtspräsidentin
- Heimann, Max (1872–1939), deutscher Jurist und Politiker (DVP), MdL
- Heimann, Mirjam (* 1981), deutsche Schauspielerin
- Heimann, Moritz (1868–1925), deutscher Schriftsteller und JournalistMoritz Heimann (1868–1925)

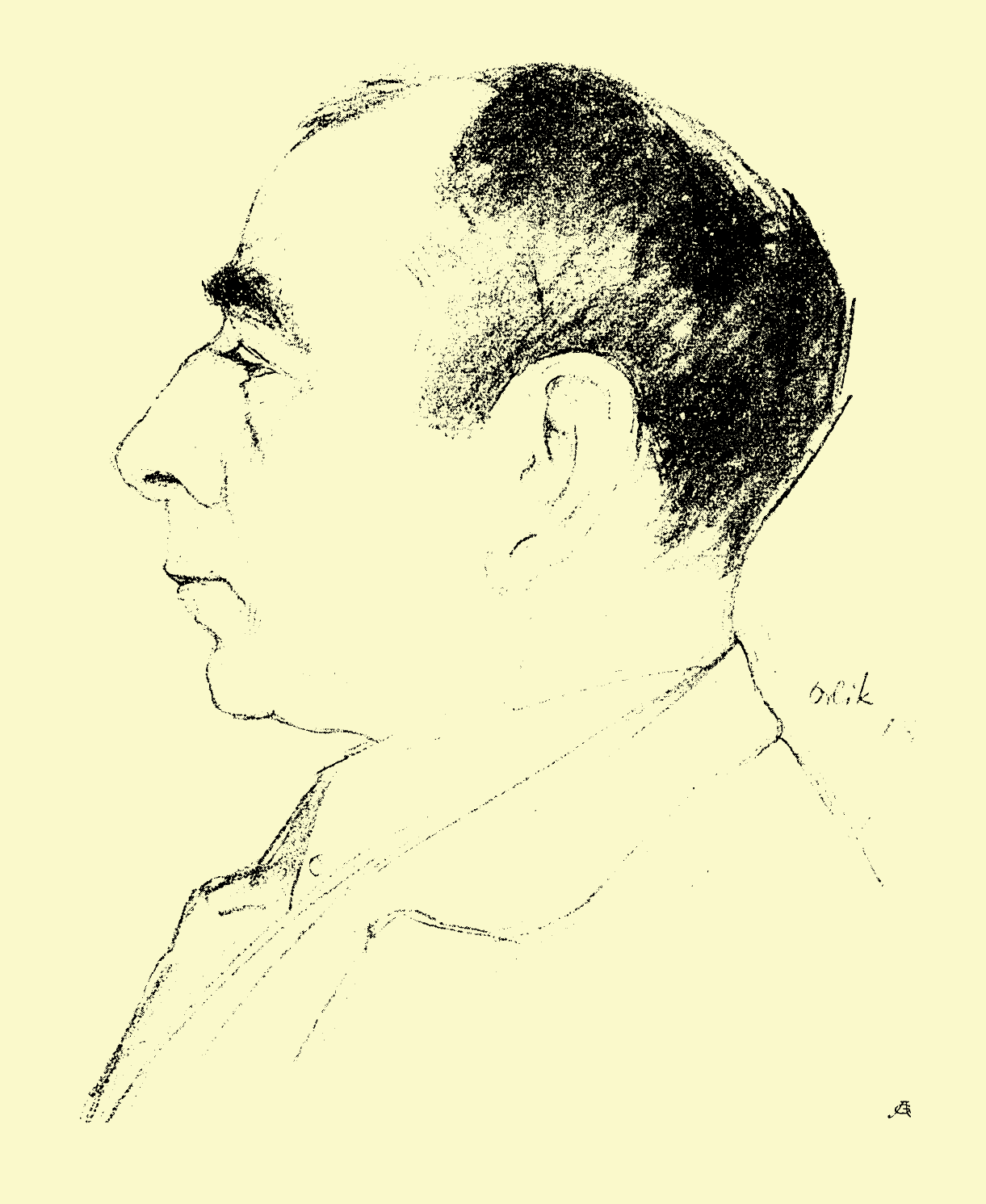
Moritz Heimann (1868–1925)

- Heimann, Niclas (* 1991), deutscher Fußballspieler
- Heimann, Paul (1901–1967), deutscher Pädagoge
- Heimann, Paula (1899–1982), deutsche Psychiaterin und Psychoanalytikerin
- Heimann, Philipp (1881–1962), deutscher Verwaltungsjurist und Landrat
- Heimann, Ralf (* 1977), deutscher Journalist und Autor
- Heimann, Robert (* 1938), deutscher Mineraloge und Hochschullehrer
- Heimann, Rudi (* 1966), deutscher Fachbuchautor, Polizeibeamter, Polizeivizepräsident des Polizeipräsidiums Südhessen
- Heimann, Siegfried (* 1939), deutscher Historiker und Politikwissenschaftler
- Heimann, Theo (1911–1979), Schweizer Radrennfahrer
- Heimann, Ulrich (* 1964), deutscher Koch
- Heimann, Walter (1908–1981), deutscher Pionier der Fernsehtechnik
- Heimann, Walter (* 1940), deutscher Musikpädagoge
- Heimann-Jelinek, Felicitas (* 1954), deutsche Judaistin und Kunstwissenschaftlerin, Kuratorin und Beraterin für Museen
- Heimann-Schwarzweber, Annemarie (1913–2007), deutsche Kunsthistorikerin
- Heimann-Trosien, Georg (1900–1987), deutscher Bundesrichter
- Heimanns, Helias (1532–1604), deutscher Dekan, Siegler und Rektor der Universität Trier
- Heimannsberg, Magnus (1881–1962), Kommandeur der Berliner Schutzpolizei (1927–1932), Polizeipräsident von Wiesbaden ab 1948Magnus Heimannsberg (1881–1962)

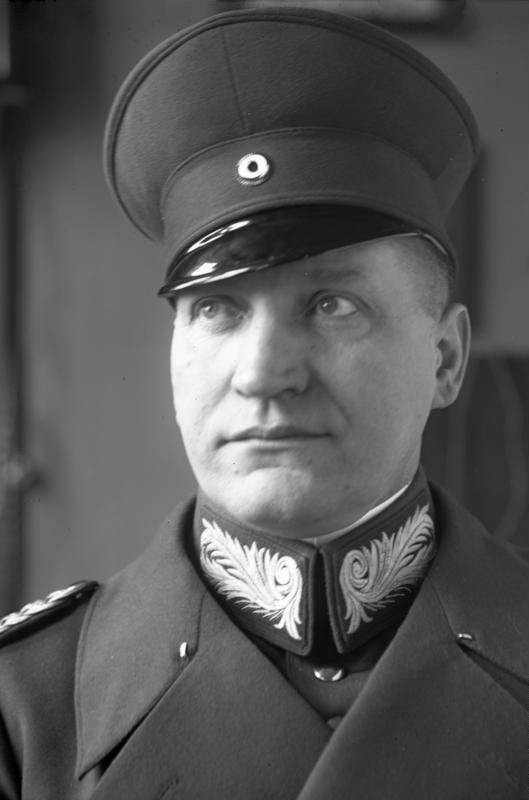
Magnus Heimannsberg (1881–1962)

- Heimans, Levi (* 1985), niederländischer Radrennfahrer

### Heimb
- Heimb, Theophil (1706–1773), österreichischer Zisterzienser, Prediger und Ordenshistoriker
- Heimbach, Carl Wilhelm Ernst (1765–1801), deutscher lutherischer Theologe und Pädagoge
- Heimbach, Gustav Ernst (1810–1851), deutscher Jurist
- Heimbach, Johann (1912–1988), deutscher Politiker (CDU), MdL
- Heimbach, Jürgen (* 1961), deutscher Schriftsteller
- Heimbach, Karl Wilhelm Ernst (1803–1865), deutscher Jurist
- Heimbach, Lothar (1908–1968), deutscher SS-Hauptsturmführer
- Heimbach, Suitbert (1894–1969), deutscher Mundartdichter
- Heimbach, Thomas Josef (1786–1853), deutscher Bürgermeister in Düren
- Heimbach, Wolfgang († 1679), norddeutscher Barockmaler
- Heimbach-Steins, Marianne (* 1959), deutsche römisch-katholische Theologin
- Heimberg, Bertha (1894–1966), deutsche Freiwirtschaftlerin
- Heimberg, Julius (1897–1975), deutscher Ingenieur und Konteradmiral (W) der Kriegsmarine
- Heimberg, Lothar (* 1948), deutscher Bassist
- Heimberg, Michelle (* 2000), Schweizer WasserspringerinMichelle Heimberg (* 2000)

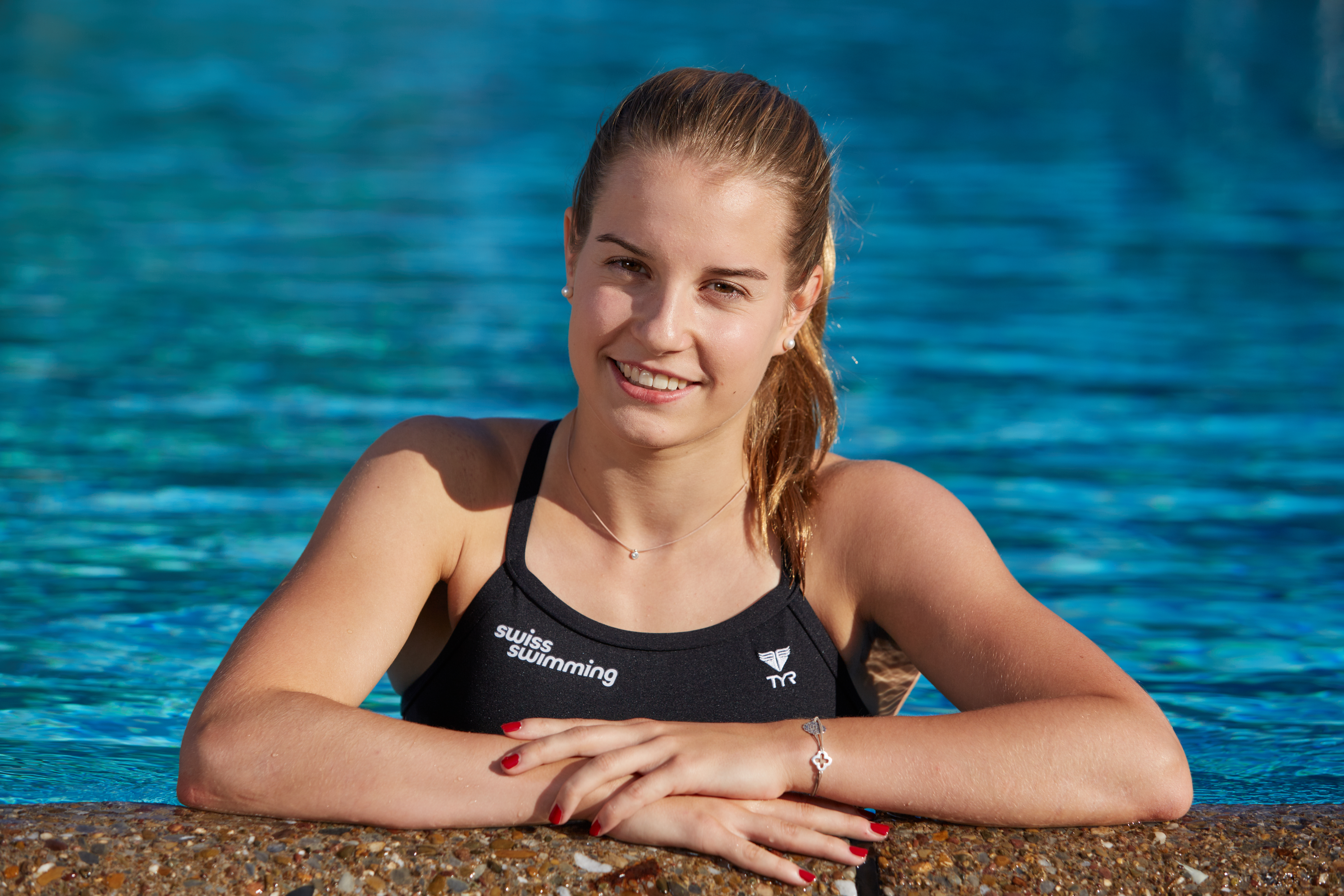
Michelle Heimberg (* 2000)

- Heimberg, Siegfried (1898–1965), Vorsitzender der jüdischen Kultusgemeinde von Westfalen-Lippe
- Heimberg, Ursula (1942–2012), deutsche Klassische und Provinzialrömische Archäologin
- Heimberger, Bernd (1942–2013), deutscher Schriftsteller, Literaturkritiker, Heimatforscher und Kommunalpolitiker
- Heimbold, Tilo (* 1961), deutscher Ingenieur und Professor für Automation und Kommunikation
- Heimbrock, Hans-Günter (* 1948), deutscher evangelischer Theologe
- Heimbrod, Theodor (1821–1882), deutscher Jurist und Politiker
- Heimbs, Carl (1878–1972), deutscher Kaufmann und Politiker
- Heimbucher, Kurt (1928–1988), deutscher evangelischer Theologe und Präses des Gnadauer Verbandes
- Heimbucher, Martin (* 1955), deutscher reformierter Theologe
- Heimbucher, Max (1856–1946), deutscher katholischer Theologe und Ordenshistoriker
- Heimbucher, Oswald (1924–2016), deutscher Literaturwissenschaftler und Autor
- Heimburg, Emil von (1806–1881), deutscher Verwaltungsbeamter und Parlamentarier
- Heimburg, Erik von (1892–1946), deutscher SS-Brigadeführer und Generalmajor der Polizei
- Heimburg, Friedrich (1831–1882), deutscher Jurist und Bürgermeister der Stadt Worms
- Heimburg, Friedrich von (1839–1906), preußischer Generalleutnant
- Heimburg, Friedrich von (1859–1935), deutscher Verwaltungs- und Hofbeamter und Parlamentarier
- Heimburg, Gregor († 1472), deutscher Humanist und Staatsmann
- Heimburg, Gustav von (1828–1910), deutscher Verwaltungsjurist
- Heimburg, Heino Ernst von (1764–1839), großherzoglich oldenburgischer Landjägermeister in Westerstede
- Heimburg, Heino von (1889–1945), deutscher Vizeadmiral im Zweiten WeltkriegHeino von Heimburg (1889–1945)

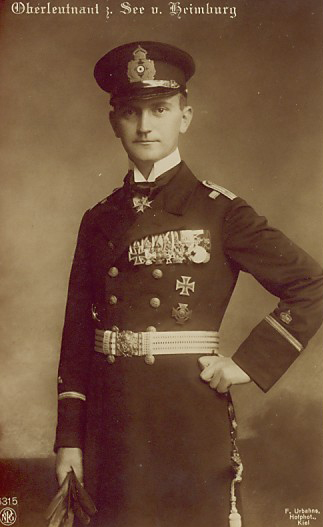
Heino von Heimburg (1889–1945)

- Heimburg, Johann Caspar (1702–1773), deutscher Rechtswissenschaftler
- Heimburg, Karl (1910–1997), deutsch-amerikanischer Raketen-Prüfstands-Pionier
- Heimburg, Martin Friedrich von (1690–1766), kurhannoverischer Generalleutnant
- Heimburg, Paul von (1836–1913), preußischer Generalleutnant
- Heimburg, Paul von (1851–1936), preußischer Generalmajor
- Heimburg, Sibylle von (* 1951), deutsche Juristin und Richterin am Bundesverwaltungsgericht
- Heimburg, Wilhelmine (1848–1912), deutsche Schriftstellerin
- Heimburg, York von (* 1957), deutscher Manager, Vorstand der IDG Communications Media AG
- Heimbürger, Alexander (1819–1909), deutscher ZauberkünstlerAlexander Heimbürger (1819–1909)

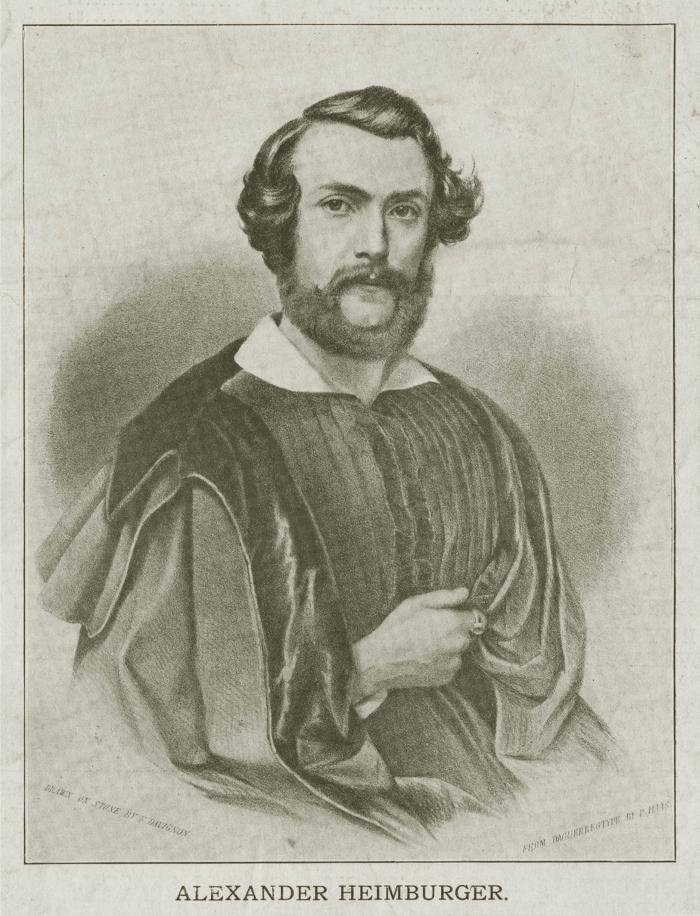
Alexander Heimbürger (1819–1909)

- Heimburger, Charles (1925–2020), französischer Gewerkschafter und kommunistischer Aktivist
- Heimburger, Karl (1859–1912), deutscher Lehrer und Politiker
- Heimburger, Marieke (* 1972), deutsche Literaturübersetzerin aus dem Englischen und dem Dänischen
- Heimbürger, Robert (1809–1860), deutsch-russischer Jurist und Bankier

### Heimc
- Heimchen, Jürgen (* 1942), deutscher Beamter i. R., der sich ehrenamtlich für eine Akzeptierende Drogenarbeit einsetzt

### Heimd
- Heimdal, Oddgeir, norwegischer Skispringer
- Heimdal, Toralf (* 1969), norwegischer Skilangläufer

### Heime
- Heimel, Hans Georg (1927–2015), deutscher Architekt
- Heimen, Claus, deutscher Bildhauer
- Heimen, Dieter (* 1966), deutscher Fußballtorhüter
- Heimen, Paul (1898–1978), deutscher Maler
- Heimen, Volker (1943–2000), deutscher Politiker (CDU), MdL
- Heimendahl, Hans Dieter (* 1965), deutscher Journalist
- Heimendahl, Klaus von (* 1898), deutscher Hauptgeschäftsführer der Johanniter-Unfall-Hilfe, vormals Oberst der Wehrmacht
- Heimendahl, Klaus von (1933–2013), deutscher Offizier und Brigadegeneral der Bundeswehr
- Heimendahl, Klaus von (* 1960), deutscher Generalleutnant
- Heimer, Franz-Wilhelm (* 1930), deutscher Sozialwissenschaftler und Afrika-Experte
- Heimer, Karen (* 1960), US-amerikanische Soziologin und Kriminologin
- Heimer, Lennart (1930–2007), schwedisch-US-amerikanischer Neurochirurg
- Heimer, Matthias (* 1957), deutscher evangelischer Militärgeistlicher und Sicherheitspolitiker
- Heimer, Petra (* 1962), deutsche Politikerin (Die Linke), MdL
- Heimerad († 1019), deutscher Priester und Einsiedler
- Heimeran, Ernst (1902–1955), deutscher Autor und Verleger
- Heimerdinger, Erwin von (1856–1932), württembergischer Generalmajor und Politiker
- Heimerdinger, Friedrich (1817–1882), deutscher Maler
- Heimerdinger, Rose-Marie (* 1928), deutsche SchlagersängerinRose-Marie Heimerdinger (* 1928)

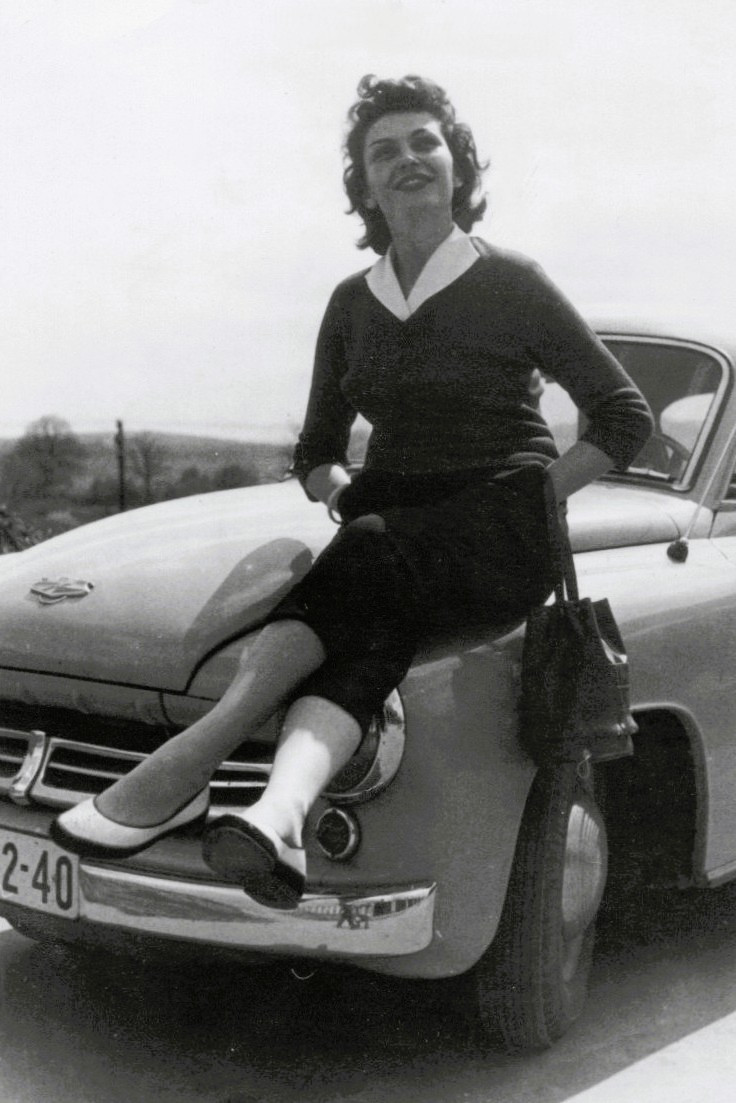
Rose-Marie Heimerdinger (* 1928)

- Heimerdinger, Timo (* 1973), deutscher Volkskundler
- Heimerich, Hermann (1885–1963), Politiker
- Heimerich, Karl (* 1893), deutscher Jurist und Landrat
- Heimerl, Anton (1857–1942), österreichischer Botaniker
- Heimerl, Gerhard (1933–2021), deutscher Verkehrswissenschaftler
- Heimerl, Hans (* 1930), deutscher Politiker (SPD), MdL
- Heimerl, Matthias Joseph (1732–1784), österreichischer Buchdrucker, Verleger, Buchhändler und Zeitungsherausgeber
- Heimerl, Maximilian (* 1970), deutscher Politiker (CSU)
- Heimerl, Theresia (* 1971), österreichische Theologin (römisch-katholisch)
- Heimeroth, Christofer (* 1981), deutscher Fußballtorhüter
- Heimers, Manfred (* 1956), deutscher Historiker und Archivar
- Heimerzheim, Peter (* 1963), deutscher Autor und Historiker
- Heimerzheim, Ute (* 1959), deutsche Basketballspielerin
- Heimes, Alfons (* 1946), deutscher Politiker (CDU)
- Heimes, Anke (* 1957), deutsche Politikerin (CDU), MdL
- Heimes, Chrysologus (1765–1835), deutscher Franziskaner, Organist, Orgelsachverständiger und Komponist
- Heimes, Ernst (* 1956), deutscher Schriftsteller und Kabarettist
- Heimes, Heinrich (1795–1865), deutscher Gutsbesitzer und Mitglied der Zweiten Kammer der Landstände des Herzogtums Nassau
- Heimes, Heinrich (1855–1933), deutscher Landschafts- und Marinemaler
- Heimes, Johann Valentin (1741–1806), deutscher Priester und Weihbischof des Bistums Mainz
- Heimes, Jonathan (1990–2016), deutscher Fußballfan und Tennisspieler
- Heimes, Rudolf (1923–2003), deutscher Jurist und Politiker (CDU)
- Heimes, Silke (* 1968), deutsche Autorin, Poesietherapeutin und Ärztin
- Heimes, Theo (1923–2008), deutscher Politiker (SPD), MdL
- Heimes, Wilfried (1927–2010), deutscher Politiker (CDU), MdL
- Heimeshoff, Bodo (1926–2020), deutscher Bauingenieur
- Heimeshoff, Jörg A. E. (* 1951), deutscher Kunsthistoriker, Denkmalpfleger, Fachautor und Stadtkonservator (Düsseldorf)

### Heimg
- Heimgartner, Bernarda (1822–1863), Schweizer Ordensfrau und Ordensgründerin
- Heimgartner, Josef (1868–1939), schweizerischer Maler
- Heimgartner, Ladina (* 1980), Schweizer JournalistinLadina Heimgartner (* 1980)

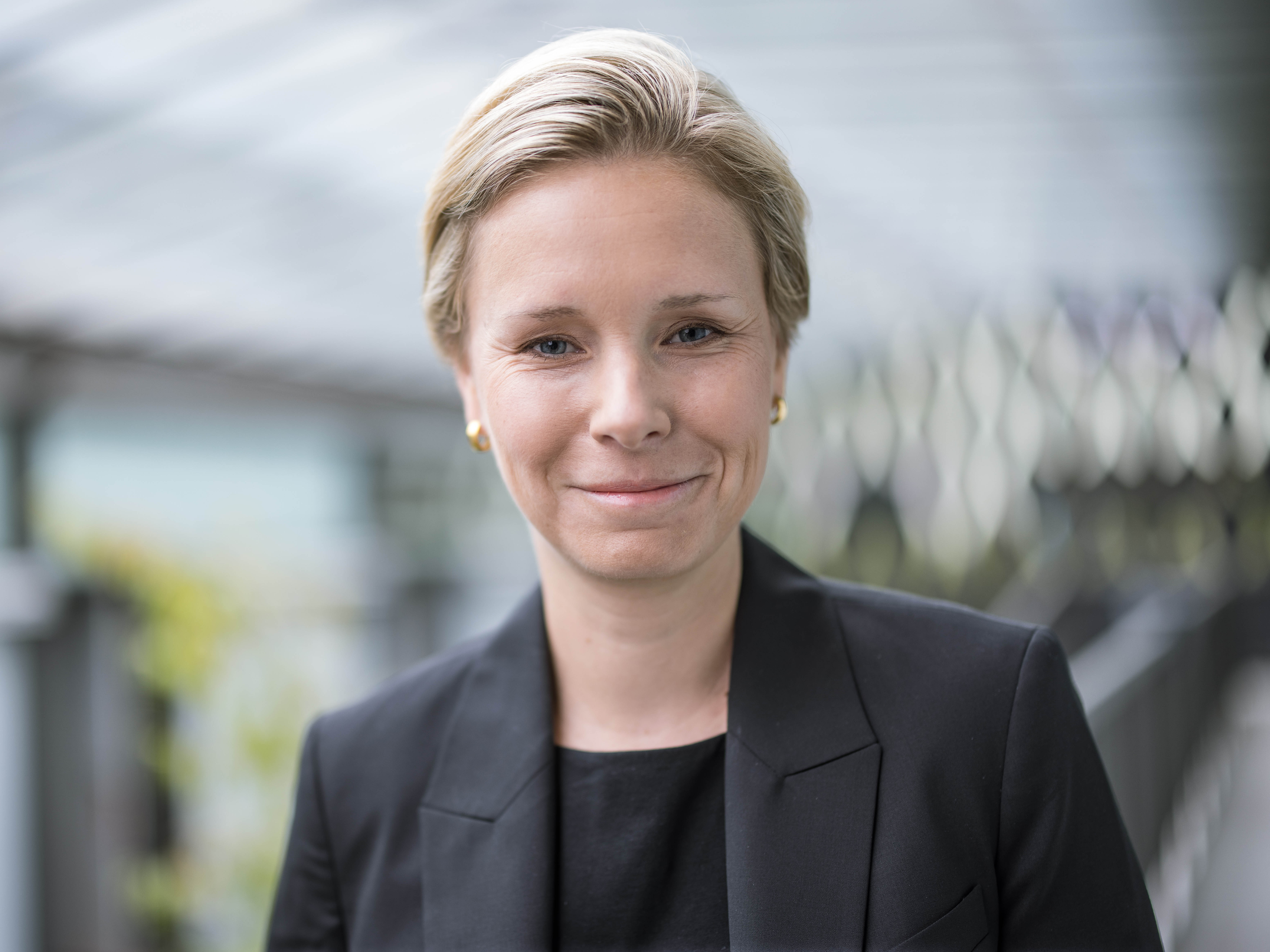
Ladina Heimgartner (* 1980)

- Heimgartner, Stefanie (* 1987), Schweizer PolitikerinStefanie Heimgartner (* 1987)

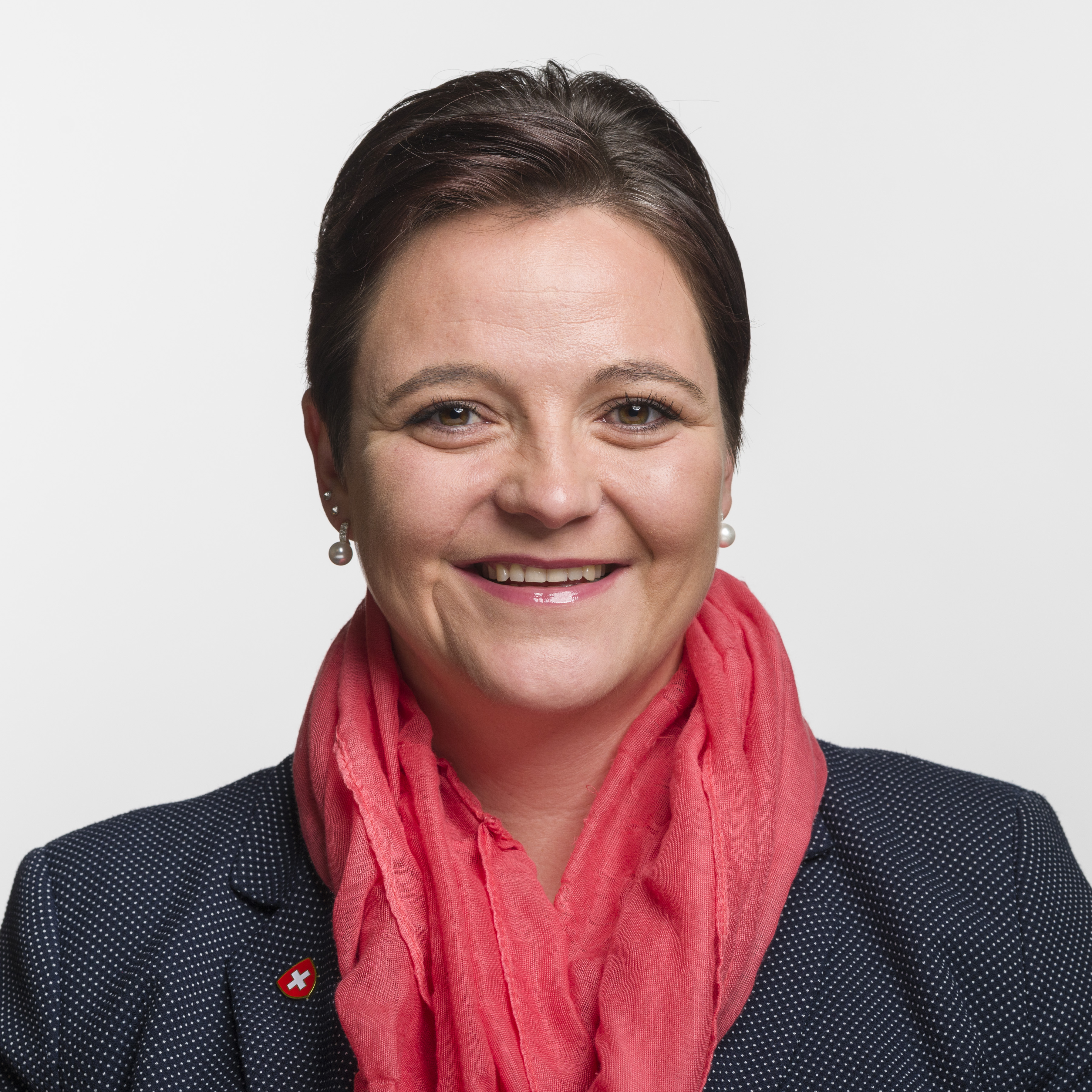
Stefanie Heimgartner (* 1987)

- Heimgartner, Thomas (* 1975), schweizerisch-österreichischer Autor, Journalist und Literaturvermittler

### Heimh
- Heimhardt, Hermann (1907–1972), deutscher Verwaltungsjurist, NSDAP-Funktionär, Landrat des Kreises Meschede (1939–1941)
- Heimhofer, Arnulf (1930–2020), deutscher Kunstmaler
- Heimhuber, Fritz senior (1877–1963), deutscher Fotograf und Skipionier
- Heimhuber, Josef (1853–1923), deutscher königlich bayerischer Hoffotograf

### Heimi
- Heimig, Frank (* 1965), deutscher Arzt und Medizincontroller
- Heimig, Walter (1880–1955), deutscher Landschafts-, Genre-, Figuren- und Porträtmaler sowie Lithograf der Düsseldorfer Schule
- Heimiller, Dan (* 1962), US-amerikanischer Pokerspieler
- Heiming, Eva (* 1930), deutsche Kinderchirurgin
- Heimir Hallgrímsson (* 1967), isländischer Fußballspieler und -trainer

### Heimk
- Heimkes, Bernhard (* 1950), deutscher Mediziner
- Heimkreitner, Tobias (* 1979), deutscher Mountainbikefahrer

### Heiml
- Heimler, Friedrich (1942–2018), deutscher, römisch-katholischer Ordensgeistlicher, Missionar und Bischof von Cruz Alta
- Heimlich, Benjamin, deutscher Journalist
- Heimlich, Bill (1911–1996), US-amerikanischer Geheimdienstoffizier und Direktor des RIAS
- Heimlich, Gunder (1941–2014), deutscher Verwaltungsfachangestellter
- Heimlich, Henry (1920–2016), amerikanischer Arzt, Erfinder des Heimlich-Manövers
- Heimlich, Jürgen (1936–2016), deutscher Kameramann
- Heimlich, Jürgen (* 1971), österreichischer Schriftsteller
- Heimlich, Stefan (* 1965), deutscher Gewerkschafter
- Heimlich, Ulrich (* 1955), deutscher Erziehungswissenschaftler, Lernbehindertenpädagoge und Hochschullehrer
- Heimlich, Wolfgang (* 1917), deutscher Schwimmer
- Heimlund, Tone (* 1985), norwegische Fußballspielerin

### Heimo
- Heimo von Konstanz († 1026), Bischof von Konstanz (1022–1026)
- Heimowitz, Jay (* 1937), US-amerikanischer Pokerspieler
- Heimowski, Uwe (* 1964), deutscher Theologe und ErzieherUwe Heimowski (* 1964)

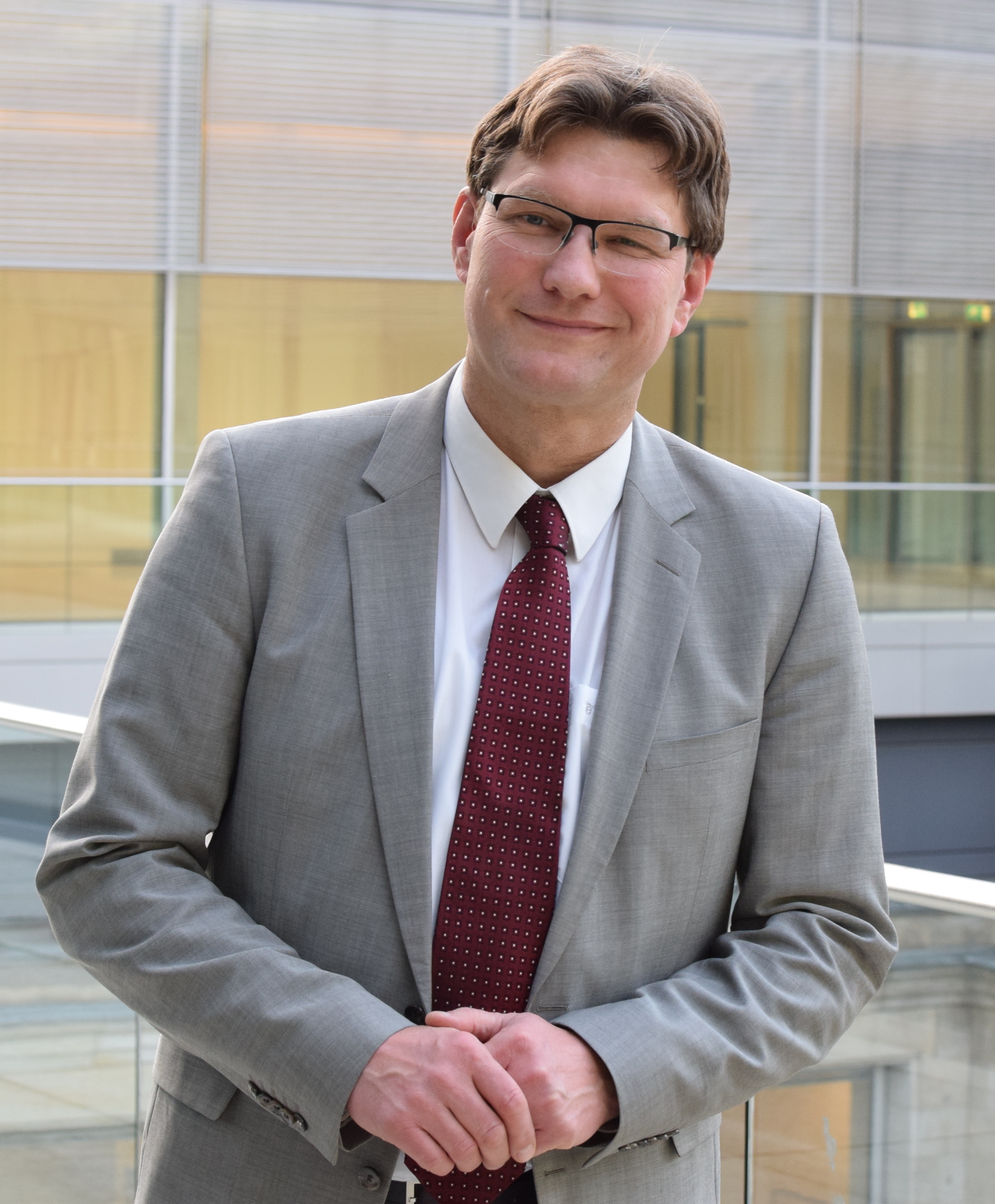
Uwe Heimowski (* 1964)

### Heimp
- Heimpel, Christian (* 1937), deutscher Politologe und Wirtschaftswissenschaftler
- Heimpel, Elisabeth (1902–1972), deutsche Pädagogin und Sozialpädagogin, Autorin und Herausgeberin
- Heimpel, Hermann (1901–1988), deutscher Historiker
- Heimpel, Hermann (1930–2014), deutscher Hämatologe
- Heimpel, Johann Gerhard (* 1802), Politiker Freie Stadt Frankfurt
- Heimpl, Karl (1857–1932), österreichischer Bauer und Politiker (CS), Landtagsabgeordneter

### Heimr
- Heimrath, Anna (* 1996), österreichische Sängerin
- Heimrath, Johannes (* 1953), deutscher Publizist, Unternehmer, Musiker und Umweltaktivist
- Heimrath, Ludwig junior (* 1956), kanadischer Autorennfahrer
- Heimrath, Ludwig senior (1934–2021), kanadischer Autorennfahrer
- Heimrath, Yoshi (* 1983), deutscher Kameramann
- Heimreich, Anton (* 1626), nordfriesischer Pfarrer und Chronist
- Heimreich, Ernst Friedrich Justus von (1701–1760), deutscher Mediziner, Hofrat, Legationsrat und Diplomat
- Heimreich, Jens (1912–1944), deutscher Lyriker, Erzähler und Germanist
- Heimrich, Gottfried (1924–2011), deutscher Maler und Grafiker
- Heimrich, Mira (* 1995), deutsche Volleyballspielerin
- Heimrich, Peter (* 1970), deutscher Politiker (SPD)
- Heimrich, Raoul (* 1964), deutscher Regisseur
- Heimrod, Ernst Moritz von (1808–1877), anhaltinischer Oberst, später königlich preußischer Generalmajor und zuletzt im Grenadier-Regiment Nr. 2

### Heims
- Heims, Else (1878–1958), deutsche SchauspielerinElse Heims (1878–1958)

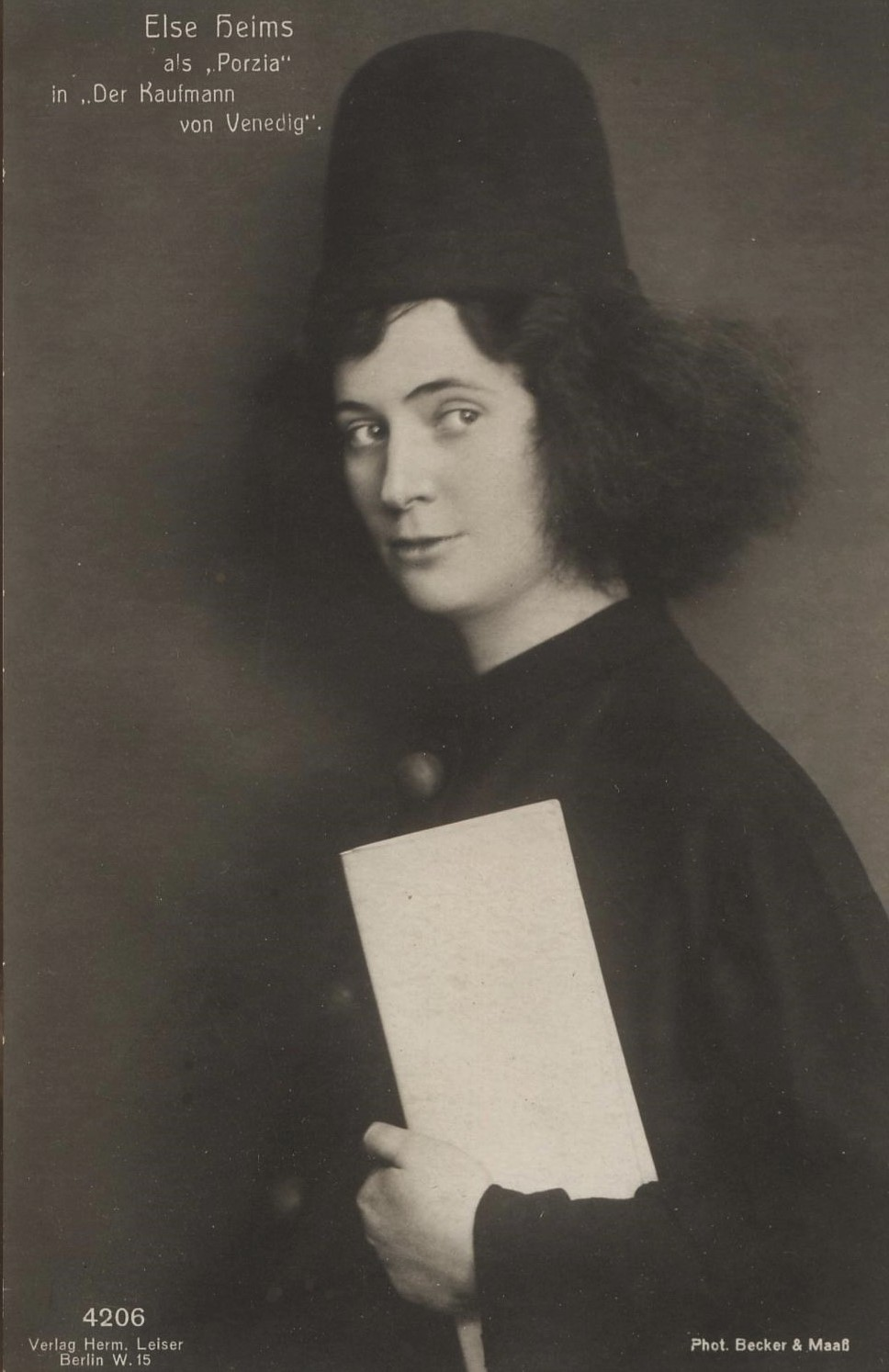
Else Heims (1878–1958)

- Heimsath, Martin (1804–1876), Landtagsabgeordneter
- Heimschild, Ivan (* 1980), slowakischer Skirennläufer
- Heimsoeth, Antje (* 1964), deutsche Autorin, Vortragsrednerin und Motivationstrainerin
- Heimsoeth, Friedrich (1814–1877), deutscher klassischer Philologe, Kunsthistoriker, Sammler, Musikwissenschaftler
- Heimsoeth, Hans-Jürgen (* 1953), deutscher Diplomat
- Heimsoeth, Harald (1916–2007), deutscher Botschafter
- Heimsoeth, Heinz (1886–1975), deutscher Philosoph
- Heimsoeth, Rudolf (1880–1968), deutscher Unternehmer
- Heimsoth, Emil (1858–1938), deutscher Politiker (DDP)/(DVP)
- Heimsoth, Karl-Günther (1899–1934), deutscher Mediziner
- Heimstädt, Oskar (1879–1944), deutscher Optotechniker und Mikroskopentwickler, tätig in Wien

### Heimu
- Heimüller, Jürgen (* 1967), deutscher Schauspieler, Musiker und Filmemacher
- Heimüller, Wilhelm (1878–1964), deutscher Gewerkschafter und Politiker (SPD)
- Heimur, Yazid (* 2002), deutscher Fußballspieler